# Othmar Schneglberger
Othmar Schneglberger (* 8. Jänner 1962) ist ein österreichischer Politiker (SPÖ). Er war von 2004 bis 2005 und von 2013 bis 2017 Abgeordneter zum Salzburger Landtag.

## Leben
Othmar Schneglberger besuchte nach der Volksschule in Siezenheim das Gymnasium der Herz-Jesu-Missionare in Salzburg-Liefering und anschließend das 2. Bundesgymnasium in Salzburg, wo er 1981 maturierte. Nach dem Präsenzdienst war er bis 1992 Vertragsbediensteter bzw. Beamter des Landesinvalidenamtes für Salzburg und zuletzt Leiter des Sozialservice in Salzburg.
Schneglbgerger war bis 2002 zehn Jahre lang als Bezirkssekretär der SPÖ Flachgau tätig. Er wechselte seine Stelle, nachdem er ein Jobangebot der Landesversicherung angenommen hatte. Schneglberger wurde am 28. April 2004 als Landtagsabgeordneter angelobt und gehörte dem Landtag bis zum 13. Dezember 2005 an. Schneglberger schied aus beruflichen Gründen aus dem Landtag aus.
Seit 2012 ist er Geschäftsführer der Volkshilfe Salzburg.
Ab dem 19. Juni 2013 gehörte er erneut dem Salzburger Landtag an. Mit 19. Dezember 2017 schied er aus dem Landtag aus, als Abgeordnete folgte ihm Sabine Klausner nach.

## Auszeichnungen
- Ehrenbecher der Landeshauptfrau (2010)[6]